# Amarante (ort)
Amarante är en ort i Brasilien.   Den ligger i kommunen Amarante och delstaten Piauí, i den östra delen av landet, 1 200 kilometer nordost om huvudstaden Brasília. Amarante ligger 102 meter över havet och antalet invånare är 8 828.
Terrängen runt Amarante är huvudsakligen platt, men västerut är den kuperad. Amarante ligger nere i en dal. Närmaste större samhälle är Regeneração, 17,5 kilometer öster om Amarante.
Omgivningarna runt Amarante är huvudsakligen savann. Runt Amarante är det glesbefolkat, med 12 invånare per kvadratkilometer.